# Eduardo Echegaray
Eduardo Echegaray y Eizaguirre (Murcia, 1839-Madrid, 1903) fue un ingeniero, matemático y académico español, hermano de José de Echegaray.

## Biografía
Nació en Murcia el 5 de octubre de 1839. Ingeniero y matemático, fue hermano del escritor y también matemático José Echegaray y del dramaturgo Miguel Echegaray.
Trabajó como profesor en la Universidad Central de Madrid y en la Escuela de Ingenieros y fue autor de Diccionario etimológico de la lengua española, «una edición ampliada de una obra de Roque Barcia y otros autores», según reza en su portada, pero que simplificará eliminando todo aquello que no tenga que ver con la etimología, al que Haensch y Omeñaca listan como «no muy satisfactorio».
Echegaray, que el 17 de marzo de 1901 tomó posesión de su cargo de académico de número en la Real Academia de Ciencias Exactas, Físicas y Naturales, sustituyendo a Justo Egozcue en la medalla 23, falleció en Madrid el 11 de noviembre de 1903.